# Brenntkopf
Der Brenntkopf ist ein 1245,5 m ü. NHN hoher Berg im Südschwarzwald in Baden-Württemberg. Er liegt auf dem Gebiet der Stadt Todtnau rund 22 km südöstlich von Freiburg im Breisgau und 8 km südlich des Feldbergs.

## Lage und Charakteristik
Der Brenntkopf ist die höchste Erhebung eines etwa einen Quadratkilometer umfassenden hügeligen Hochgebietes um die etwas nördlicher gelegene Almwirtschaft Gisiboden. Deren Name wird auch stellvertretend für dieses Hochgebiet einschließlich des Brenntkopfes verwendet. Dieser zentrale Teil einer ansonsten bewaldeten Bergkette westlich des oberen Prägbachtals vom Silberberg im Norden bis zum Sengalenkopf im Süden wird begrenzt von je etwa 250 Meter tieferen kesselartigen Talanfängen und -weitungen; im Norden vom Zimmerwinkel, im Süden vom Glashüttenmoos und im Osten von den Präger Böden, der mittleren Verebnung im gestuften oberen Prägbachtal. Das im Westen des Berges entspringende Brenntbächle mündet 400 Meter tiefer in den Gisibodenbach, den wichtigsten Zufluss des Prägbachs.
Aufgebaut ist der Berg aus hellgrauen bis rötlichen Biotitgraniten aus dem Silur (444–418 Mio. Jahre) und dem Späten Devon (383–361 Mio. Jahre). Sie liegen zwischen Schiefern der westöstlich streichenden Badenweiler-Lenzkirch-Zone im Süden und Gneisen im Norden.
Der Gipfel des Brenntkopfes ist nach Süden hin bewaldet. Nach Norden, zum Gisiboden hin, erstrecken sich dagegen ausgedehnte Mähwiesen und Weidfelder, letztere inselhaft auch in tieferen Lagen der Südhänge. Auf dem Gisiboden werden eine Jungviehweide und eine Gaststätte betrieben. Den nach Südwesten um 400 Meter steil abfallenden blockbedeckten Steilhang der Brennthalde bedeckt ein unberührter strukturreicher und lückiger Tannen-Buchenwald, teils mit sehr großen Weißtannen und mit bizarren Baumgestalten. Ansonsten dominieren Fichtenbestände. Nur auf steilen Block- und Schutthängen kommt Ahorn-Eschen-Schluchtwald vor.

## Name
Der Name kennzeichnet, ähnlich wie beim südwestlich benachbarten Sengalenkopf, eine Brandrodungsfläche.

## Naturschutz und Tourismus
Der Brenntkopf liegt im Naturschutzgebiet Gletscherkessel Präg. Die felsigen Steilhänge und die Weidfelder sind Kernzonen des Biosphärengebiets Schwarzwald.
Der Brenntkopf wird häufig im Rahmen von Spaziergängen in der Umgebung der Almwirtschaft Gisiboden besucht. Das dortige Berggasthaus auf 1168 m Höhe ist auf öffentlicher Straße von Geschwend aus auch mit dem Auto zu erreichen.